# Grand River Township (comté de DeKalb, Missouri)
Grand River Township est un township du comté de DeKalb dans le Missouri, aux États-Unis,.
Le township est fondé en 1845 et baptisé en référence à la rivière Grand River (en).

## Source de la traduction
- (en) Cet article est partiellement ou en totalité issu de l’article de Wikipédia en anglais intitulé « Grand River Township, DeKalb County, Missouri » (voir la liste des auteurs).